# 北90線
北90線 灰磘－中和，是位於新北市的一條鄉道，西起新北市中和區灰磘，東至新北市中和區中和，全長2.602公里。

## 路線說明
新北市
- 中和區：灰磘（與北91線共用端點）→（圓通路）→ 錦和（北97線岔路）→ 中和第一分局（縣道106號叉路）→ 中和（北99線岔路）

## 沿線設施
- 起點近圓通寺
- 錦和國小
- 台北客運中和站
- 雙和醫院
- 大同育幼院
- 中和第一分局

## 沿革
| 北90線歷史沿革 | 北90線歷史沿革                                        | 北90線歷史沿革                                 |
| 年代           | 本編號沿革                                            | 本路線沿革                                     |
| -------------- | ----------------------------------------------------- | ---------------------------------------------- |
| 1961年         | 江子翠－板橋間3.869 km                                | 當時為北91線（江子翠－中和間8.072 km）         |
| 1969年         | 華江橋通車，原台3線自光復橋改線至華江橋，北90線解編。 | 當時為北91線（江子翠－中和間8.072 km）         |
| 1976年         | 將編號重新編予溪子口－七張線3.730 km                  | 圓通路段改為北91-1線（灰磘－中和間2.568 km）。 |
| 1983年 大整編  | 改為北101線（溪子口－七張線2.686 km）                 | 改為北90線（灰磘－中和間2.581 km）             |